# 白川資長

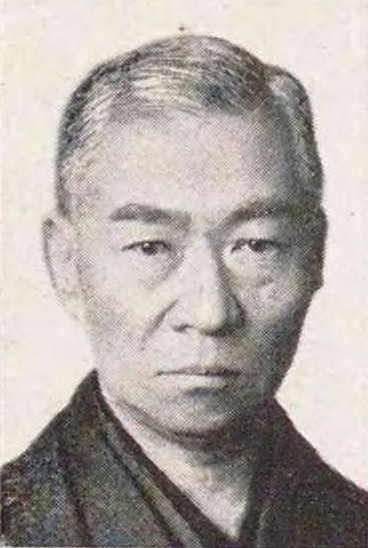
白川資長

白川 資長（しらかわ すけなが、1871年2月17日〈明治3年12月28日〉 - 1959年〈昭和34年〉6月9日）は、大正から昭和期の政治家、華族。貴族院子爵議員。

## 経歴
神祇大副・白川資訓の長男として生まれる。1906年（明治39年）12月24日、父の死去に伴い子爵を襲爵した。1905年（明治38年）、東京外国語学校仏語科を卒業し、さらに東京帝国大学文科大学を修了した。
1914年（大正3年）以降、名誉掌典、神社調査会委員、神社制度調査会委員などを務めた。また、日本精神研修会長となり、息吹長世の行法を指導した。
1918年（大正7年）7月10日、貴族院子爵議員に選出され、研究会に所属して活動し1939年（昭和14年）7月9月まで在任した。
戦後は神社本庁参与を務めた。子女に恵まれず、養子縁組も1954年に解消したため、彼の死と共に白川伯王家は断絶した。

## 栄典
- 1896年（明治29年）9月21日 - 従五位[8]
- 1927年（昭和2年）12月15日 - 従三位[9]

## 親族
- 父：白川資訓（1841 - 1906）- 旧名・資訓王。大掌典。
- 母：白川幾子（1848 - 1906）- 三条西季知の五女[1]。
- 妻：リウ（1893 - 1979）- 飯野盛容の娘。
- 養子
  - 男子：上野久雄（1927 - ?）- 上野正雄の四男。養子になり白川姓を名乗るものの、1954年に白川家を離籍し、上野家に復籍した[1]。